# 손차훈
손차훈(孫車勳, 1970년 8월 11일 ~ )은 전 KBO 리그 태평양 돌핀스, 현대 유니콘스, SK 와이번스의 내야수이자, 현 KBO 리그 한화 이글스의 전력강화 코디네이터이다.

## 선수 시절

### 태평양 돌핀스,현대 유니콘스시절
1993년 태평양 돌핀스의 2차 1순위 지명을 받아 입단했으나, 타격이 부진해 현역 시절에는 빛을 보지 못했다. 1999년 10월 21일에 방출됐다.

### SK 와이번스시절
1999년 12월 말에 쌍방울 레이더스에 입단했으나, 2000년 1월에 쌍방울이 해체하면서 새로 창단한 SK 와이번스로 인계되어 2001년까지 활동했다.

## 야구선수 은퇴 후
은퇴 후에는 SK 와이번스의 매니저를 시작으로 SK에서 프런트로 일해 왔다. 이후 운영팀장을 거쳐 2019년부터 염경엽의 후임으로 SK 와이번스의 단장으로 선임됐다.
그러나 2020년에 건강 문제와 성적 부진 등이 겹쳐서 염경엽 감독이 사퇴하자, 동년 11월 9일 SK 와이번스의 단장에서 사퇴하고 류선규에게 단장직을 넘겼다. 그리고 SK의 스카우트 팀으로 이동했다.
2022 시즌 후 손혁의 후임으로 한화 이글스의 전력강화 코디네이터로 영입됐다.

## 출신 학교
- 공주중학교
- 공주고등학교
- 한양대학교 교육학과 89학번

## 참조
1. ↑  “<프로야구소식> 현대 손차훈 등 4명 방출”. 연합뉴스. 1999년 10월 21일. 2018년 10월 23일에 확인함.
2. ↑  손차훈 단장 사임 의사… SK, '전략통' 류선규 신임 단장은 누구? - SPOTV
3. ↑  한화 이글스, 손차훈 전 SK 와이번스 단장 전력강화코디네이터로 영입 - 마니아타임즈